# Cot Kenaloi
Cot Kenaloi är ett berg i Indonesien.   Det ligger i provinsen Aceh, i den västra delen av landet, 1 900 km nordväst om huvudstaden Jakarta. Toppen på Cot Kenaloi är 158 meter över havet. Cot Kenaloi ligger på ön Pulau We.
Terrängen runt Cot Kenaloi är huvudsakligen kuperad, men österut är den platt. Havet är nära Cot Kenaloi åt sydost.  Närmaste större samhälle är Sabang, 9,2 km norr om Cot Kenaloi. 